# Еурохерц осигурање
Еурохерц осигурање је осигуравајућа компанија у Босни и Херцеговини и Хрватској са седиштем у Сарајеву, односно у Загребу, која се бави неживотним осигурањем. Еурохерц осигурање је 2024. године у Босни и Херцеговини на трећем месту по тржишном уделу, а у Хрватској је за исту годину на другом месту. Еурохерц осигурање је члан концерна Аграм.
Еурохерц осигурање у Босни и Херцеговини и Хрватској послује као независна друштва. У Босни и Херцеговини послује као Еурохерц осигурање д.д. Сарајево, док у Хрватској као Еурохерц осигурање дд Загреб.

## Историја
Са деоницама Еурохерц се тргује на Сарајевској берзи и Загребачкој берзи.
Дубравко Гргић је 1992. године основао босанско-херцеговачки Еурохерц у Љубушком. Како су били на снази такозваних „Марковићеви закони“ који не дозвољавају оснивање осигуравајућих фирми без најмање десет акционара, Гргић је око себе окупио још неколико акционара за оснивање Еурохерц осигурања, међу којима је и најпознатији херцеговачки бизнисмен Милан Лучић 
Крајем исте године, пословање Еурохерца је доведено у питање, јер компанија још није имала „зелену карту“ за аутомобиле, па полисе које су продавали у Босни и Херцеговини нису важиле за Хрватску. Услед тога Гргић основао Еурохерц у Загребу.

## Афера Аграм
У септембру 2012. године, Уред за сузбијање корупције и организованог криминала (УСКОК) ушла је у истрагу Хрватског уреда за осигурање и Хрватске агенције за надзор финансијских услуга због сумње да су Еврохерц и Јадранско осигурање кроз пореске преваре и утају пореза од 1993. до 2012. године утајили чак милијарду куна (око 260,4 милиона КМ), што је било највећи порески скандал у историји Хрватске.

## Власништво
| Акционар              | Дели  |
| --------------------- | ----- |
| Дубравко Гргић        | 15%   |
| Јадран осигурање      | 9,63% |
| Мартина Грбавац       | 6,9%  |
| Анте Кордић           | 6%    |
| Младенка Гргић        | 4,29% |
| АГРАМ ЛИФТО ОСИГУРАЊЕ | 3,35% |
| Јосип Рубић           | 3,32% |
| Мате Еркапић          | 3,32% |
| Златко Кордић         | 3,32% |
| Драго Галић           | 2,7%  |

| Акционар           | Дели   |
| ------------------ | ------ |
| Осигурање Еурохерц | 19,79% |
| Младенка Гргић     | 15%    |
| Хуснија Куртовић   | 6%     |
| Аграм дд           | 4,74   |
| Мате Еркапић       | 4%     |
| Златко Кордић      | 4%     |
| Давор Мартиновић   | 4%     |
| Јосип Рубић        | 4%     |
| Милан Лучић        | 3,98%  |
| Грго Додиг         | 3%     |